# Кэтрин Эрншо
Кэ́трин Эрншо́ (англ. Catherine Earnshaw) — главный действующий персонаж романа Эмили Бронте «Грозовой перевал». Родственники часто называют её Кэти.

## Персонаж
В романе Кэтрин представлена как капризная свободолюбивая девушка. Незлая по своей природе, она часто ненамеренно причиняет боль другим. Кэти нередко бывает бестактна и груба, ей свойственна эгоистичность.

## Образ на экране
- 1920 год — фильм А. В. Брамбла «Грозовой перевал», в исполнении Колетт Бреттель
- 1939 год — фильм Уильяма Уайлера «Грозовой перевал», в исполнении Мерл Оберон
- 1948 год — фильм Джорджа Мор О’Ферролла «Грозовой перевал», в исполнении Кэтрин Блейк
- 1953 год — фильм Рудольфа Картье «Грозовой перевал», в исполнении Ивонн Митчелл
- 1954 год — фильм Луиса Буньюэля «Грозовой перевал», в исполнении Ирасемы Дилиан
- 1956 год — телесериал Марио Ланди «Грозовой перевал», в исполнении Анны-Марии Ферреро
- 1962 год — фильм Рудольфа Картье «Грозовой перевал», в исполнении Клэр Блум
- 1963 год — сериал Дэниэла Камино «Грозовой перевал», в исполнении Конни Башби
- 1964 год — сериал Мануэля Калво «Грозовой перевал», в исполнении Лорены Веласкес
- 1967 год — телесериал BBC Питера Сасди «Грозовой перевал», в исполнении Анжелы Скулар
- 1970 год — фильм Роберта Фуэста «Грозовой перевал», в исполнении Анны Калдер-Маршалл
- 1978 год — телесериал Питера Хэммонда «Грозовой перевал», в исполнении Кэй Эдшэд
- 1985 год — фильм Жака Риветта «Грозовой перевал», в исполнении Фабьенн Баб
- 1988 год — фильм Ёсисигэ Ёсида «Грозовой перевал», в исполнении Юко Танаки
- 1992 год — фильм Питера Козмински «Грозовой перевал», в исполнении Жюльет Бинош
- 1998 год — телевизионный фильм Дэвида Скиннера «Грозовой перевал», в исполнении Орлы Брейди
- 2003 год — современная адаптация MTV Сури Кришнаммы «Грозовой перевал», в исполнении Эрики Кристенсен
- 2004 год — телесериал Фабрицио Косты «Грозовой перевал», в исполнении Аниты Каприоли
- 2007 год — филиппинская адаптация романа, фильм Майка Тувьеры «Обещание», в исполнении Ангелы Локсин
- 2009 год — телесериал Коки Гедройц «Грозовой перевал», в исполнении Шарлотты Райли
- 2011 год — фильм Андреа Арнольд «Грозовой перевал», в исполнении Каи Скоделарио

## Образ в массах
Австралийский актёр Хит Леджер и его сестра были названы в честь героев романа, Хитклиффа и Кэтрин.